# Libero (fotboll)
Libero ("fristående"), även spelfördelare, position inom lagsporter (fotboll) 
Liberopositionen blev populär under 1970-talet genom Franz Beckenbauer som utvecklade positionen. Det är också i Tyskland samt i Sydamerika som spelsystem med libero varit allra populärast. Liberon blir idag allt ovanligare inom fotbollen, främst på grund av att dagens fotboll alltmer kännetecknas av snabba kontringsattacker.
Ordet förekommer i svenskan från 1973. Den svenska pluralformen är liberor.

## Spel med libero
Libero (på engelska: sweeper) har en fri roll och har friheten att befinna sig överallt på plan. Liberon ska i regel behärska såväl försvars- som anfallsspel. Defensivt används libero ofta som en sista utpost framför målvakten och ska borga för en extra säkring bakåt. Liberon ska också vara en extra anfallsspelare och följer med i attackerna framåt. När Västtyskland blev världsmästare 1990 använde man en libero centralt i en tremannabacklinje i spelsystemet 3-5-2.

## Kända liberospelare
- Franz Beckenbauer, Tyskland
- Daniel Passarella, Argentina
- Ruud Krol, Nederländerna
- Franco Baresi, Italien
- Lothar Matthäus, Tyskland
- Morten Olsen, Danmark
- Traianos Dellas, Grekland
- Gaetano Scirea, Italien